# Руни, Кевин
Кевин Руни (англ. Kevin Rooney; род. 21 мая 1993, Кантон) — американский хоккеист, нападающий клуба «Калгари Флэймз» и сборной США по хоккею.

## Карьера

### Клубная
Не будучи выбранным на драфте НХЛ играл за «Провиденс Фриарс», откуда в 2016 году перешёл в «Олбани Девилз», который является фарм-клубом клуба «Нью-Джерси Девилз». Он продолжил играть за «Олбани», пока 28 февраля 2017 года не подписал однолетний контракт с клубом «Нью-Джерси Девилз». Дебютировал в НХЛ 2 марта в матче с «Вашингтон Кэпиталз», который «столичные» выиграли со счётом 1:0.
26 июля 2017 года продлил контракт с «Девилз» на один год.
13 августа 2018 года подписал с «Нью-Джерси» новый двухлетний контракт. Он был переведён в фарм-клуб «Бингемтон Девилз», в котором 20 ноября был назначен капитаном команды.
По окончании сезона, став свободным агентом 9 октября 2020 года подписал двухлетний контракт с «Нью-Йорк Рейнджерс».
13 июля 2022 года в качестве свободного агента перешёл в «Калгари Флэймз», с которым подписал двухлетний контракт.

### Международная
В составе сборной США играл на ЧМ-2021, где стал бронзовым призёром, заработав на турнире 1 очко.

## Семья
Является племянником бывшего хоккеиста Стива Руни, игравшего в НХЛ с 1985 по 1989 годы.